# Neuslužice
Neuslužice jsou malá vesnice, část obce Litochovice v okrese Strakonice v Jihočeském kraji. Nachází se asi jeden kilometr severně od Litochovic. Je zde evidováno 19 adres. V roce 2011 zde trvale žilo 41 obyvatel.
Neuslužice jsou také název katastrálního území o rozloze 2,54 km².

## Historie
První písemná zmínka o vesnici pochází z roku 1315.

## Obyvatelstvo
| Rok            | 1869 | 1880 | 1890 | 1900 | 1910 | 1921 | 1930 | 1950 | 1961 | 1970 | 1980 | 1991 | 2001 | 2011 | 2021 |
| -------------- | ---- | ---- | ---- | ---- | ---- | ---- | ---- | ---- | ---- | ---- | ---- | ---- | ---- | ---- | ---- |
| Počet obyvatel | 123  | 92   | 121  | 110  | 119  | 117  | 100  | 71   | 64   | 60   | 52   | 37   | 39   | 41   | 45   |
| Počet domů     | 15   | 15   | 17   | 18   | 20   | 21   | 19   | 20   | 20   | 17   | 14   | 14   | 15   | 18   | 17   |

## Obecní správa
Při sčítání lidu v letech 1850–1980 Neuslužice byly osadou obce Litochovice v okrese Strakonice. Od 1. dubna 1980 do 23. listopadu 1990 byly částí obce Čepřovice v okrese Strakonice. Od 24. listopadu 1990 jsou opět částí obce Litochovice v okrese Strakonice.